# Piptochaetium panicoides
Piptochaetium panicoides là một loài thực vật có hoa trong họ Hòa thảo. Loài này được (Lam.) É.Desv. miêu tả khoa học đầu tiên năm 1853.